# Caurinella
Caurinella is een geslacht van haften (Ephemeroptera) uit de familie Ephemerellidae.

## Soorten
Het geslacht Caurinella omvat de volgende soorten:
- Caurinella idahoensis